# Symphonie no 17 de Michael Haydn
Pour les articles homonymes, voir Symphonie no 17.
La Symphonie no 17 en mi majeur, Perger 44, Sherman 17, MH 151, est une symphonie de Michael Haydn, qui a été probablement composée à Salzbourg après 1771.

## Analyse de l'œuvre
Elle comporte quatre mouvements :
1. Allegro, en mi majeur
2. Andante, en la majeur
3. Menuet et Trio (le Trio en mi mineur)
4. Allegro con spirito

Durée de l'interprétation : environ 23 minutes.

## Instrumentation
La symphonie est écrite pour 2 flûtes, 2 hautbois, 2 bassons, 2 cors et les cordes.